# Leonard Borwick
Leonard Borwick, född 26 februari 1868 i Walthamstow, Essex, död 15 september 1925 i Le Mans, var en brittisk pianist. 
Borwick var 1884–1889 lärjunge till Clara Schumann, Bernhard Scholz och Iwan Knorr vid Joseph Hochs musikkonservatorium i Frankfurt am Main. Han skapade sig från 1890 under talrika konsertresor ett rykte som framstående pianist.